# Georgshütte (Naturschutzgebiet)
Koordinaten: 50° 26′ 0″ N, 11° 12′ 50″ O
Das Naturschutzgebiet Georgshütte liegt im Landkreis Sonneberg in Thüringen. Das Gebiet erstreckt sich südwestlich von Eschenthal. Östlich des Gebietes fließt die Oelse und verläuft die Landesstraße L 1150. Westlich erhebt sich der 688 Meter hohe Großer Först, nordwestlich erstreckt sich das 18,8 ha große Naturschutzgebiet (NSG) Haselbach und südwestlich das 22,9 ha große NSG Kleiner Först.

## Bedeutung
Das rund 25,1 ha große Gebiet mit der Kennung 124 wurde im Jahr 1961 unter Naturschutz gestellt. 